# Jean-Luc Marion
Jean-Luc Marion (Meudon, Ilha de França, 1946) é um filósofo francês, membro da Academia Francesa. É atualmente o filósofo francês cuja obra é apontada como a mais traduzida para outros idiomas. Seu pensamento é visto como uma continuidade da fenomenologia de Edmund Husserl e Martin Heidegger, a quem foi introduzido por seu professor Jacques Derrida.
Também foi influenciado pelo historiador da filosofia Ferdinand Alquié assim como pelo teólogo Hans Urs von Balthasar. Seu trabalho, que se insere na corrente da de grandes nomes da francesa, ao lado de autores como Paul Ricœur, Emmanuel Levinas e Michel Henry, é um exemplo do que vem sendo classificado como "virada teológica". Sucedeu Emmanuel Levinas na cadeira de metafísica na Sorbonne e Paul Ricœur na Universidade de Chicago.
Marion tem sido objeto de intensos debates acadêmicos. Autores como Emmanuel Falque, veem em livros como O Tratado sobre a Fenomenologia do Dado, "se não a uma nova Crítica da razão pura (de Immanuel Kant), pelo menos uma Crítica da razão pura invertida", ao passo que outros autores criticam seu estilo de difícil compreensão.

## Carreira
Ex-aluno da École normale supérieure (1967-1971), onde foi aluno de Louis Althusser, foi professor de filosofia da Universidade de Poitiers e depois em Paris -X-Nanterre, antes de substituir Emmanuel Levinas na cadeira de metafísica da Sorbonne. Ele também foi professor visitante em várias instituições, incluindo a Universidade Laval, em Quebec (1994-1996) e a Universidade Johns-Hopkins (2006, 2007, 2013). Atualmente, ele é professor da Universidade de Chicago, onde sucedeu Paul Ricœur.
Ele foi eleito para a Academia Francesa em novembro de 2008. Em dezembro de 2011, Marion foi nomeado pelo Papa Bento XVI como membro do Pontifício Conselho para a Cultura (dicastério da Cúria Romana). Ele é Doctor Honoris Causa de diversas universidades estrangeiras.
Ele era amigo íntimo do filósofo e fenomenólogo Michel Henry e também aluno de Jacques Derrida no ENS, com quem teve um longo debate sobre o atual Status quaestionis da fenomenologia.

## Pensamento
Foi como comentarista de Descartes que Jean-Luc Marion iniciou sua carreira e que seu trabalho interessou seus pares.
Seu trabalho pode ser dividido em quatro áreas principais de pesquisa:
1. A história da metafísica, abordada desde o seu momento cartesiano (o lugar e o papel de René Descartes no sistema e a história da metafísica);[9]
2. A fenomenologia contemporânea, ele radicaliza para o pensamento de doação pura e saturação;
3. A teologia cristã, onde Deus é concebido além de ser, em frente a sua identificação metafísica como um ser primeiro ou uma causa primeira;
4. Uma filosofia do amor, baseada no pensamento ético de Lévinas para fazer do amor a modalidade essencial de relacionamento com os outros.

### Prêmios
- Prêmio Charles Lambert da Académie des Sciences Morales et Politiques por O Ídolo e a Distância, 1978
- Prêmio Henri-Dumarest da Academia Francesa pelo livro Deus Sem Ser , 1983
- Grande Prêmio de Filosofia da Academia Francesa por sua obra, 1992
- Prêmio Karl-Jaspers da Universidade de Heidelberg, 25 de junho de 2008
- Grande Prêmio da Humboldt Stiftung, Colônia, 15 de abril de 2014
- Eleito membro da Academia Nacional dos Linces em 2009.
- Eleito para a Academia Francesa, 6 de novembro de 2008, na cadeira do Cardeal Jean-Marie Lustiger
- Prêmio Ratzinger, 1° de outubro de 2020

### Em Português
- Sobre a Ontologia Cinzenta de Descartes, Instituto Piaget, 1975.
- O visível e o revelado, Loyola,  2010